# 4412 Chephren
4412 Chephren (2535 P-L) là một tiểu hành tinh vành đai chính được phát hiện ngày 16 tháng 9 năm 1960 bởi Cornelis Johannes van Houten, Ingrid van Houten-Groeneveld và Tom Gehrels ở Đài thiên văn Palomar. Nó được đặt theo tên Pharaoh Khafra who is also called Chephren. 